# Цегоев, Олег Евгеньевич
Оле́г Евге́ньевич Цего́ев (29 декабря 1945, Кишинёв, Молдавская ССР, СССР) — советский гребец-байдарочник, выступал за сборную СССР в середине 1970-х годов. Чемпион мира, чемпион всесоюзного первенства. На соревнованиях представлял Вооружённые силы, заслуженный мастер спорта СССР (1973).

## Биография
Олег Цегоев родился 29 декабря 1945 года в Кишинёве, Молдавская ССР. Активно заниматься греблей начал в раннем детстве, проходил подготовку на местной гребной базе под руководством тренера Вадима Качура, продолжал тренироваться во время службы в армии, выступал за Вооружённые силы.
Впервые вошёл в основной состав советской национальной сборной в 1973 году, завоевав несколько медалей в зачёте национального первенства. Благодаря череде удачных выступлений удостоился права защищать честь страны на чемпионате мира в финском городе Тампере, в эстафете одноместных байдарок 4×500 метров совместно с гребцами Виталием Трукшиным, Анатолием Кобрисевым и Сергеем Никольским одолел всех своих соперников и стал, таким образом, чемпионом мира. За это достижение по итогам сезона удостоен почётного звания «Заслуженный мастер спорта СССР».
После завоевания мирового титула Цегоев ещё в течение нескольких лет оставался в составе советской национальной команды, принимал участие в различных всесоюзных и международных регатах. Так, на чемпионате СССР 1976 года с байдаркой-одиночкой одержал победу в эстафете 4×500 метров, заслужив звание национального чемпиона.
В конце 1970-х годов принял решение завершить карьеру спортсмена, уступив место в сборной молодым советским гребцам. Ныне проживает в родном Кишинёве.